# Gerlinde Massing
Gerlinde Massing (* 8. Januar 1951) ist eine ehemalige österreichische Sprinterin, die sich auf den 400-Meter-Lauf spezialisiert hatte.
In der 4-mal-400-Meter-Staffel schied sie bei den Leichtathletik-Europameisterschaften 1971 in Helsinki und den Olympischen Spielen 1972 in München im Vorlauf aus.
Ihre persönliche Bestzeit von 54,7 s stellte sie am 27. Mai 1976 in Innsbruck auf.